# Emblème de la république socialiste soviétique d'Estonie

Emblème de la république socialiste soviétique d'Estonie

L'emblème de la RSS d'Estonie a été adopté en 1940 par le gouvernement de la RSS d'Estonie. Il dispose d'un lever de soleil accentué par les rayons du soleil, de la faucille et du marteau pour la victoire du communisme et le «monde socialiste de la communauté d'Etats», et l'étoile rouge qui représente l'affiliation au communisme. L'emblème se compose principalement de couleurs rouge, jaune et vert. 
Dans la partie inférieure du texte est entrelacée, en estonien Eesti NSV (Eesti Nõukogude Sotsialistlik Vabariik, République socialiste soviétique estonienne). À droite, les tiges de blé entourent le centre du blason, et à la gauche les branches d'un conifère. 
La banderole porte la devise État de l'URSS (« Prolétaires de tous les pays, unissez-vous ! ») En estonien (Kõigi maade proletaarlased, ühinege!) et en russe (Пролетарии всех стран, соединяйтесь!). 
Le blason de l'Estonie indépendante a été restaurée en 1990.